# Furcula aquilonaris
Furcula aquilonaris är en fjärilsart som beskrevs av Joseph Albert Lintner 1878. Furcula aquilonaris ingår i släktet Furcula och familjen tandspinnare. Inga underarter finns listade i Catalogue of Life.